# La Garde-Guérin
 (juillet 2012).
Si vous disposez d'ouvrages ou d'articles de référence ou si vous connaissez des sites web de qualité traitant du thème abordé ici, merci de compléter l'article en donnant les références utiles à sa vérifiabilité et en les liant à la section « Notes et références ».
La Garde-Guérin est un village fortifié français, en bordure du Chassezac, faisant partie de la commune de Prévenchères, située dans le département de la Lozère en région Occitanie.

## Histoire

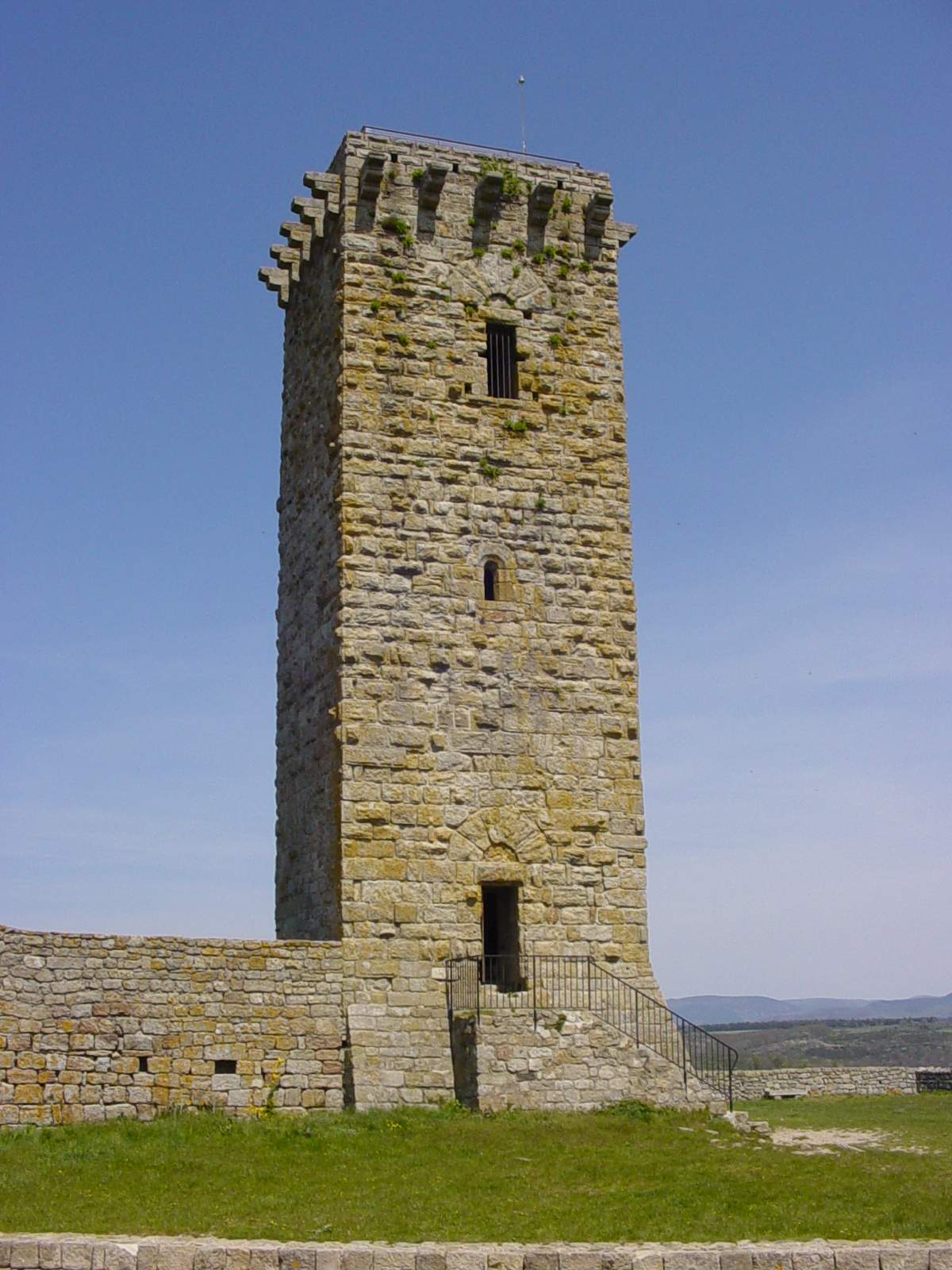
La tour.

Le village est traversé par le Chemin de Régordane (GR700), axe de communication presque unique reliant le Massif central à la Méditerranée, très fréquenté au Moyen Âge. À l’origine, ce chemin était connu sous le nom de l’Estrade (occitan estrada, « grande route », du latin strata).
Au XIIe siècle, à la demande de l’évêque de Mende, le village devient un poste frontière défendu par une garnison chargée de la sécurité des voyageurs et des marchandises sur la Regordane. Pendant tout le XIIIe siècle, ce lieu s’appelle simplement La Garde. Le nom de Guérin n’apparaît qu’en 1298.
Le village fortifié, ou castrum de La Garde, est possédé en coseigneurie par une communauté de chevaliers los Parièrs (en occitan : « les Égaux », du latin pares), communauté économique et militaire dans l'esprit des Écoles de chevalerie florissante en France dès le XIIe siècle qui prêtent serment à l'évêque de Mende. Chaque parièr possède une parérie, appelée aussi part ou portion, dont il assume la charge et perçoit les revenus : péage, cartelage (droit sur la mesure du grain), guidage et protection des voyageurs, des animaux et des marchandises sur la portion du chemin de Régordane qu'ils entretenaient, pulvérage (droit sur la poussière soulevée par les troupeaux de bêtes).
Au XIIIe siècle, un chevalier peut devenir parier dès qu’il a 16 ans, réside sur place, et assure le service. C’est l’acte créateur de la parérie. Pour empêcher un trop grand démembrement, le nombre de paréries ou portions d’un parièr est limité et des conditions restrictives seront aménagées au fur et à mesure par des statuts (les premiers datent de 1228).
Les chevaliers pariers ont élu quatre des leurs qui, en leur nom et en celui de tous les parièrs, étaient d’accord avec l’évêque pour maintenir la paix ou modifier les statuts existants. Ces chevaliers se rattachent à quatre clans : les Gaucelmes, les Hérail, les Bertrand et les Gaules.
La Garde n’a pas été épargnée par les guerres. Prise et détruite par le feu pendant la Guerre de Cent Ans, la forteresse est au cœur de combats sanglants et les Anglais ont dû s’en rendre maîtres. Au XVIe siècle, au moment des guerres de Religion, elle est de nouveau incendiée. Les catholiques la défendent, mais les protestants en font le siège à leur tour.

## Les monuments

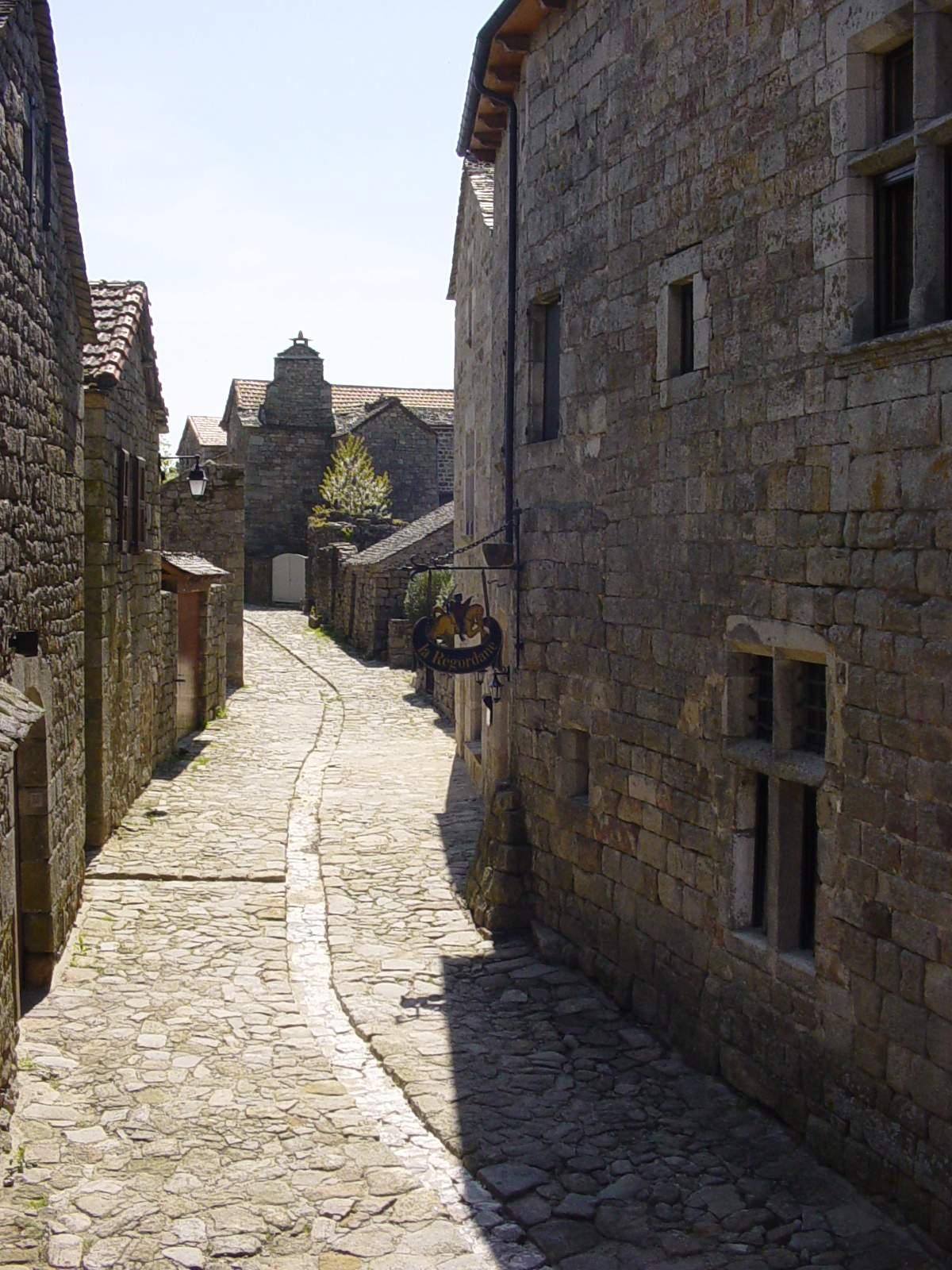
Rue principale.

### Rues et maisons
À l’intérieur du castrum, les rues sont pavées. Quelques belles maisons présentent sur la rue un mur pignon ajouré au rez-de-chaussée d’une porte simple ou jumelée et à l’étage d’une belle fenêtre croisée ou à meneaux. Des écussons datés de 1597 sont visibles sur certaines maisons.

### La Tour
La tour de la Garde-Guérin, datée du XIIe siècle, est en fait le donjon médiéval du castrum. De plan carré, haute de 21,50 mètres, elle a cinq niveaux et présente un appareil à bossage unique dans la région. Au pied de la tour sont visibles les vestiges du logis seigneurial ayant appartenu aux consuls nobles de la Garde-Guérin. Il n'est pas d'origine médiévale puisqu'il n'est pas répertorié au "vidimus" de 1364. On le daterait du XVIe siècle mais il a été détruit par un incendie en 1722. En 1795, la tour Bernard d'Anduze s'écroule sur la maison forte Chabalier qui jouxtait le château,.

### L’église Saint-Michel
Cette église romane est remarquable par le soin apporté à sa construction et la richesse dans la sculpture de ses chapiteaux. Une statue de saint Michel, patron de l’église et du village, est placée à l’intérieur. Elle est en bois doré et date du XVe siècle.

### La croix du chemin de fer
Une croix en fer forgé érigée sur la place de l'église a été offerte en 1865 par l'entreprise de chemin de fer lors de la construction de la ligne Paris-Marseille par Clermont-Ferrand en compensation du tarissement d'une source causé par le creusement du tunnel d'Albespeyres long de 1,8 kilomètre.

## Vie actuelle
- La population : la population du village a beaucoup varié en quelques siècles. On comptait plus de 100 habitants en 1789, 158 en 1846, et 84 en 1936. Aujourd’hui une douzaine d’habitants y vivent toute l’année. En période estivale la population est plus nombreuse avec une centaine de personnes environ.
- L'économie : depuis le début des années 1970, beaucoup de maisons ont été restaurées, mais la plupart restent des résidences secondaires. L’une des principales ressources des habitants du village a longtemps été la châtaigne, mais cette culture a été abandonnée. L'économie aujourd’hui repose surtout sur l’élevage et le tourisme. La transformation d’une grande maison en hôtel-restaurant, l’Auberge Regordane, et la création d’un pôle d’animation de la Chambre des métiers de Lozère, proposant aux visiteurs les produits d’artisans locaux, ont redonné une dynamique au village[4].
- L'association G.A.R.D.E: une association pour la sauvegarde de La Garde-Guérin (l'association G.A.R.D.E. : Groupement pour l'Amélioration, la Rénovation, le Développement et l'Entretien du village) a également été créée en 1981. Elle a participé à de nombreux projets de restauration en collaboration avec les Bâtiments de France et les collectivités locales. Elle assure à présent l’activité touristique du village par la publication de brochures historiques, l’accueil et le guidage des visiteurs et l’animation du site.

En 1992, le village a servi de décor au film de Christian Fechner : Justinien Trouvé ou le Bâtard de Dieu.
En 2017, le village sert de nouveau de décor à celui de Marine Francen : Le Semeur.
En 2019, un western y est tourné.

## Personnalités de la seigneurie
- Raymond de La Garde, seigneur de La Garde en 1237
- Gaucelin de La Garde, évêque de Lodève puis de Maguelone.
- Pons de La Garde, neveu du précédent, évêque de Mende (1367-1387)
- Pierre Blavi, cardinal de l'antipape Benoît XIII, mort en 1409

## Photos

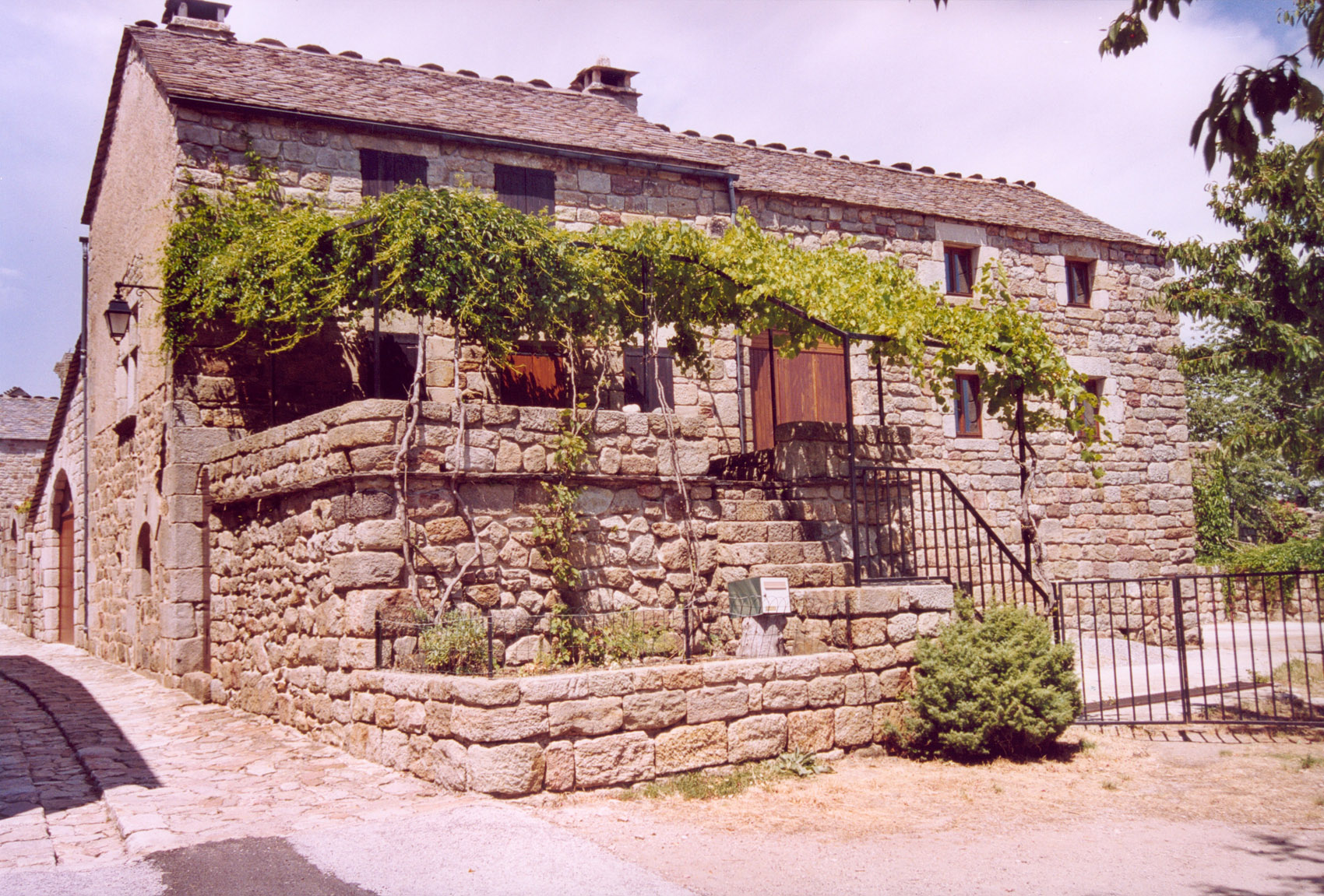
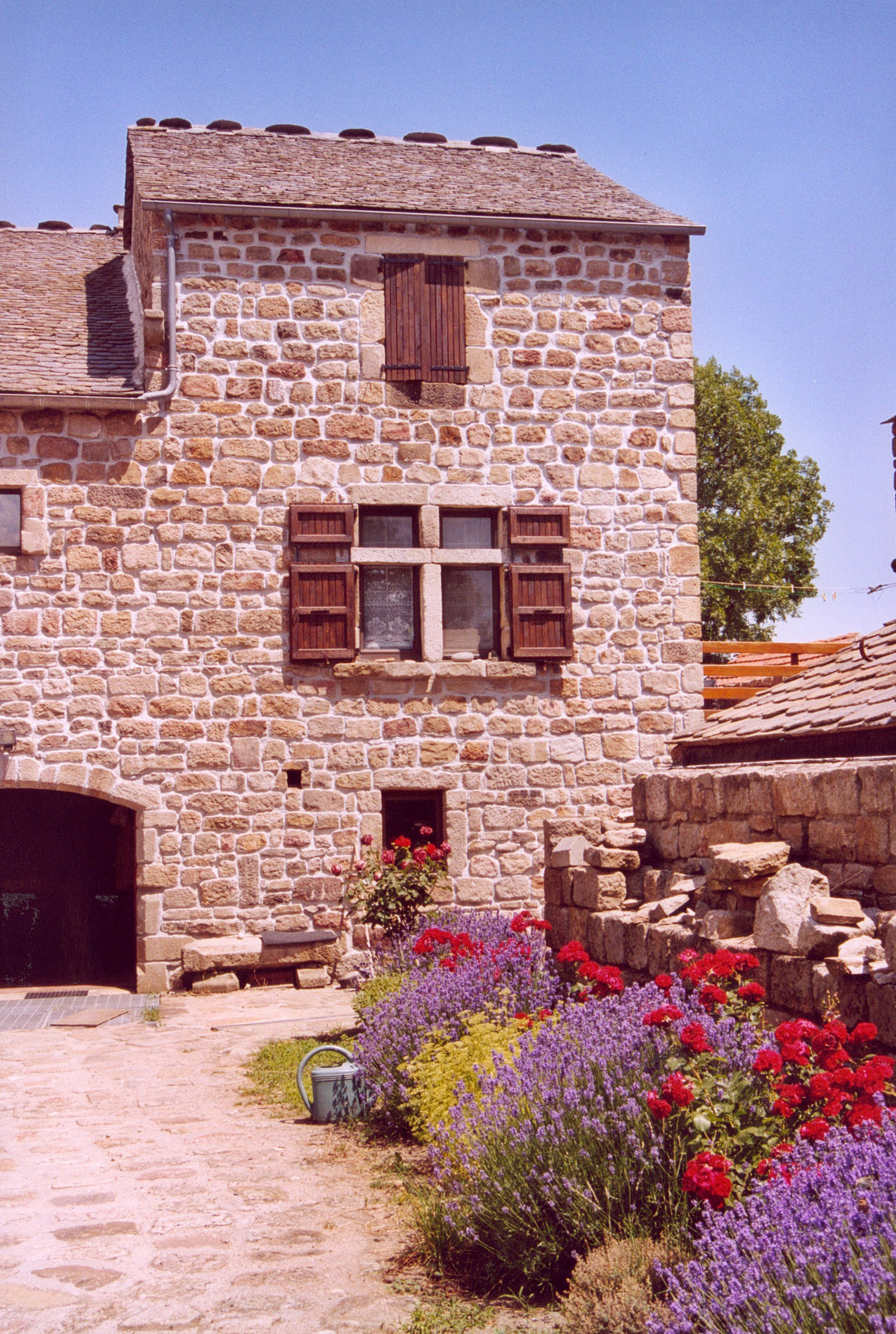
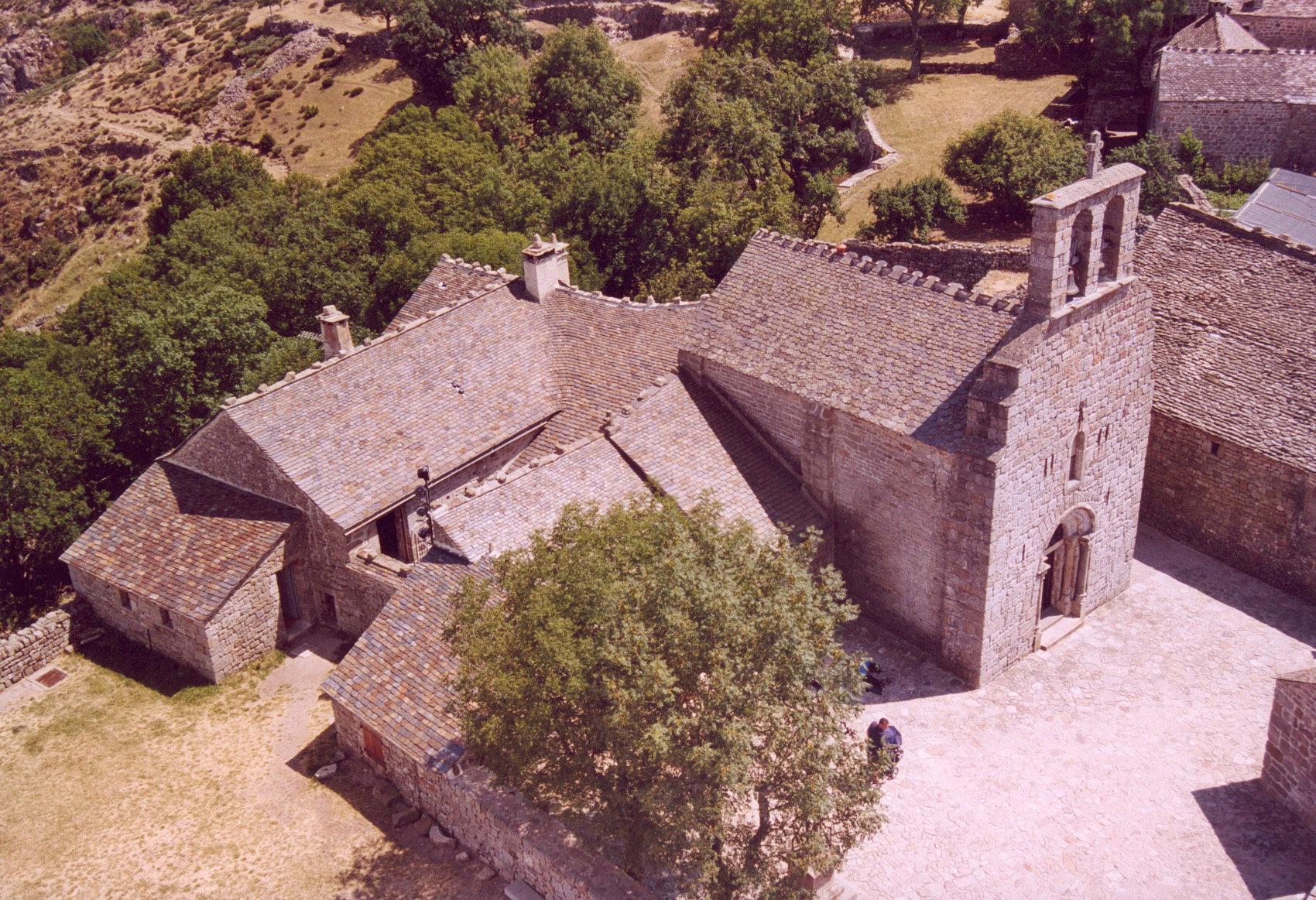
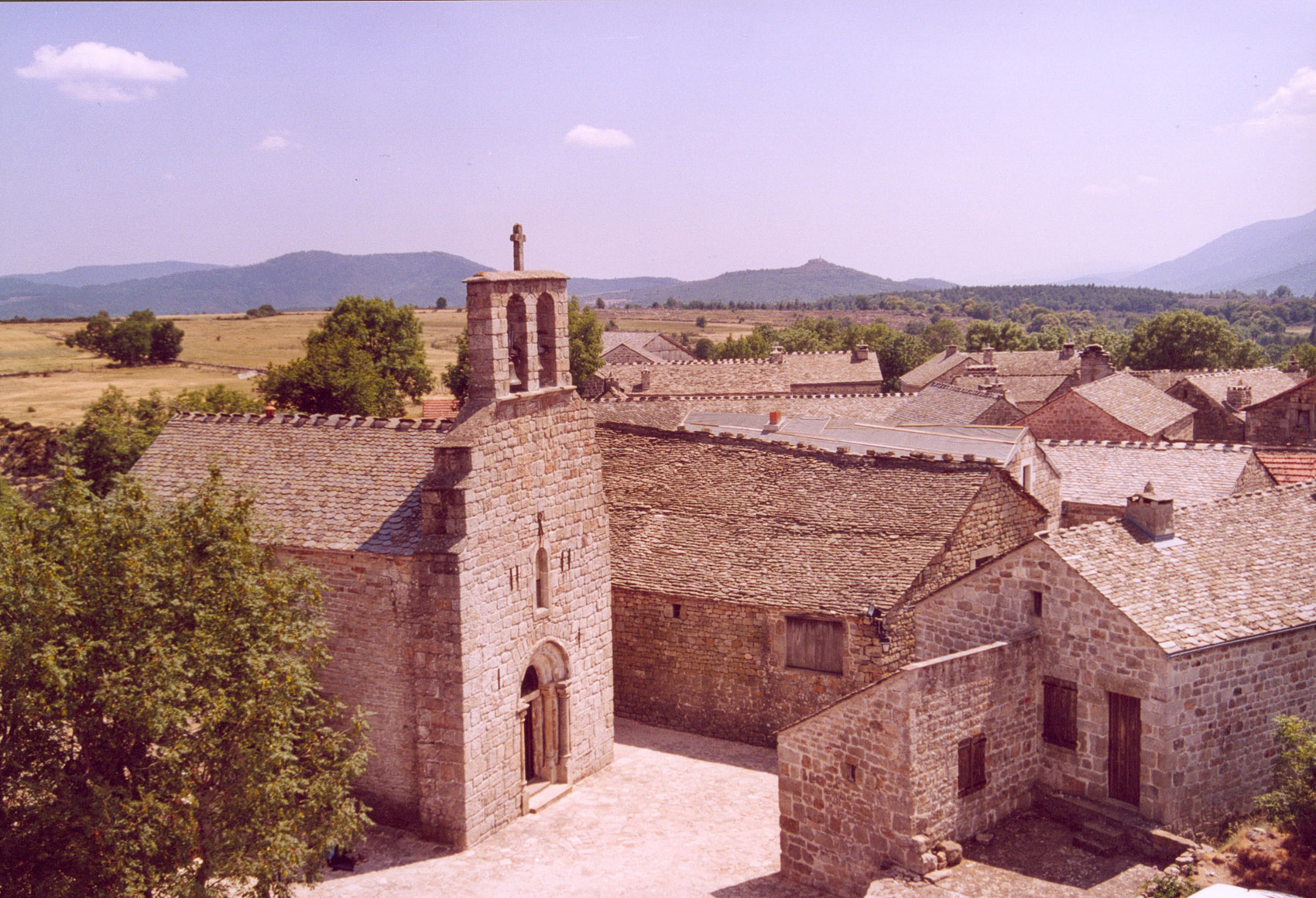
L'église depuis la tour de guet.
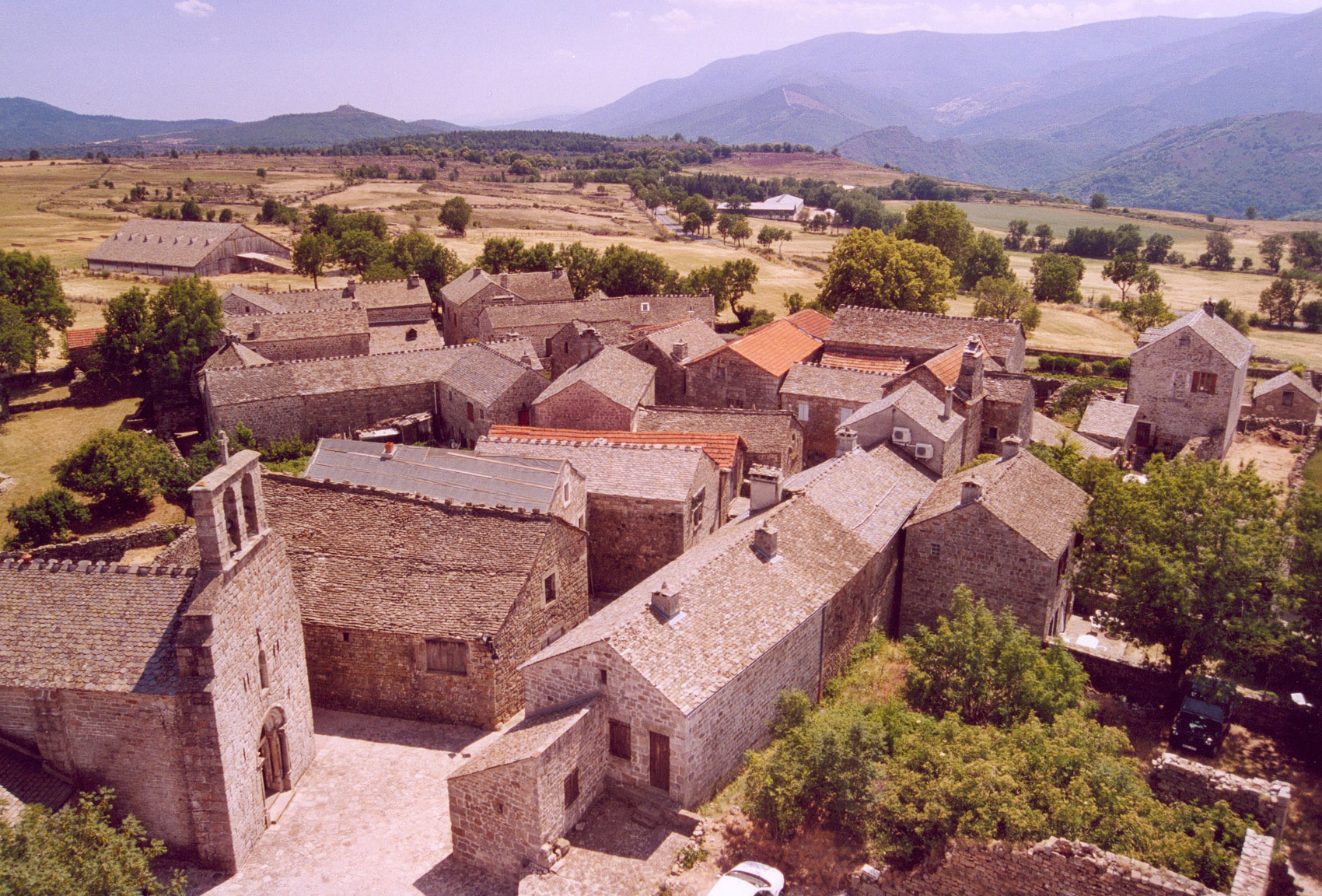
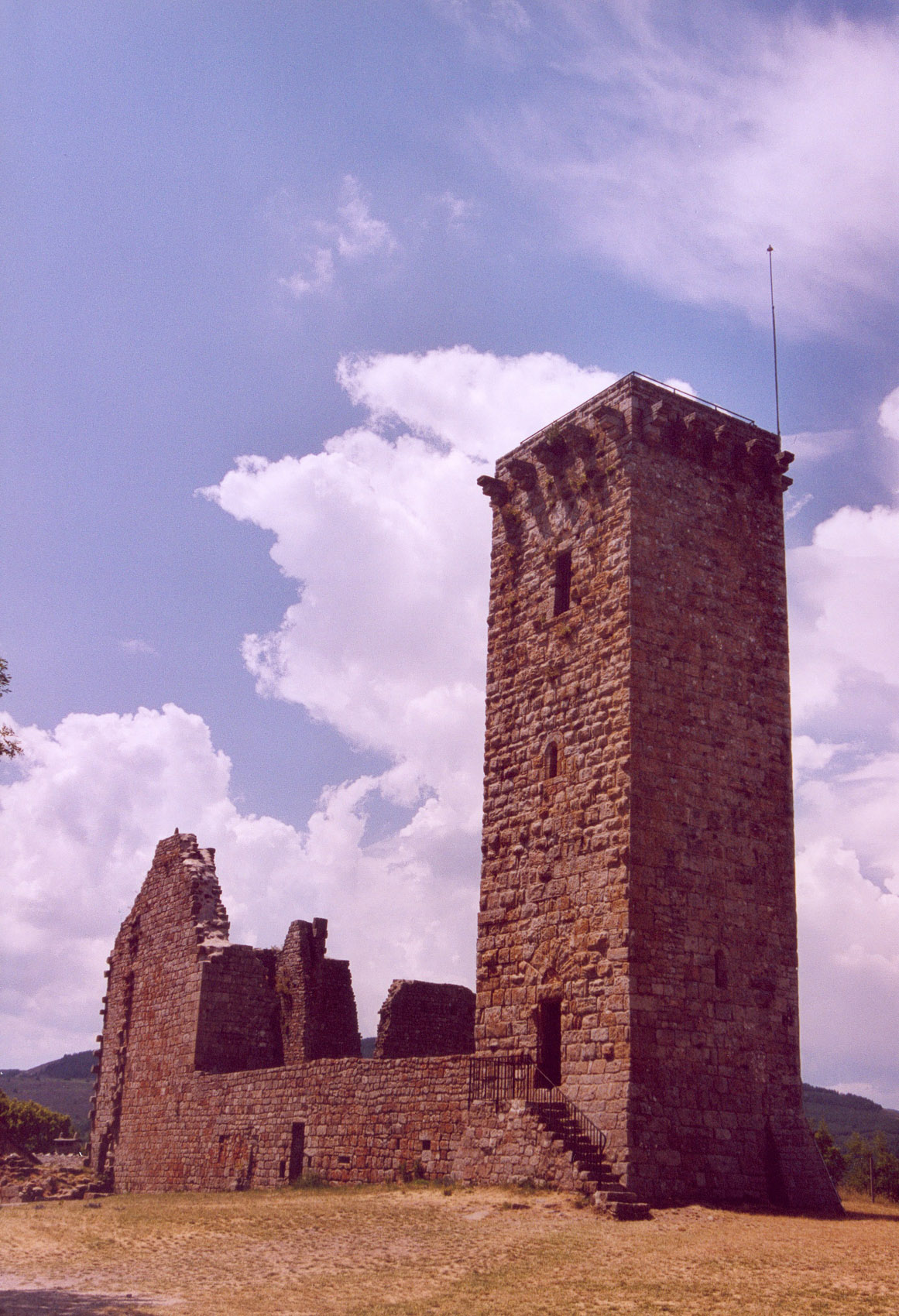
La tour de guet.
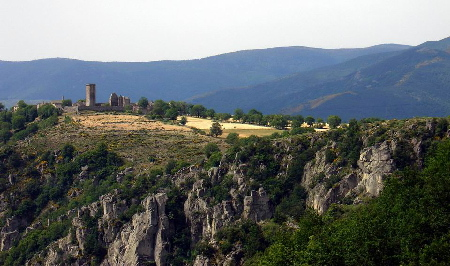
Vue lointaine.
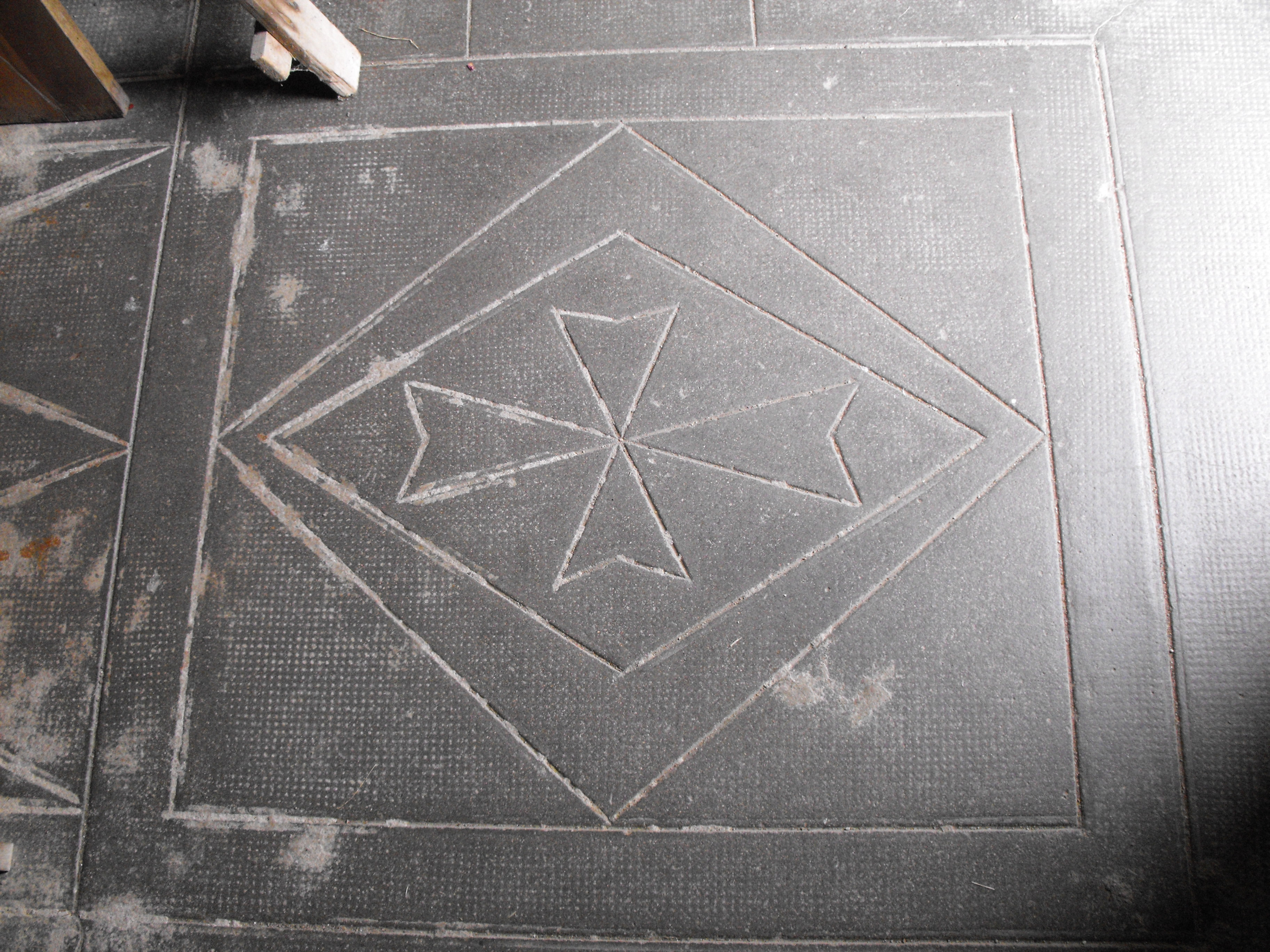
Détail du sol de l'église.
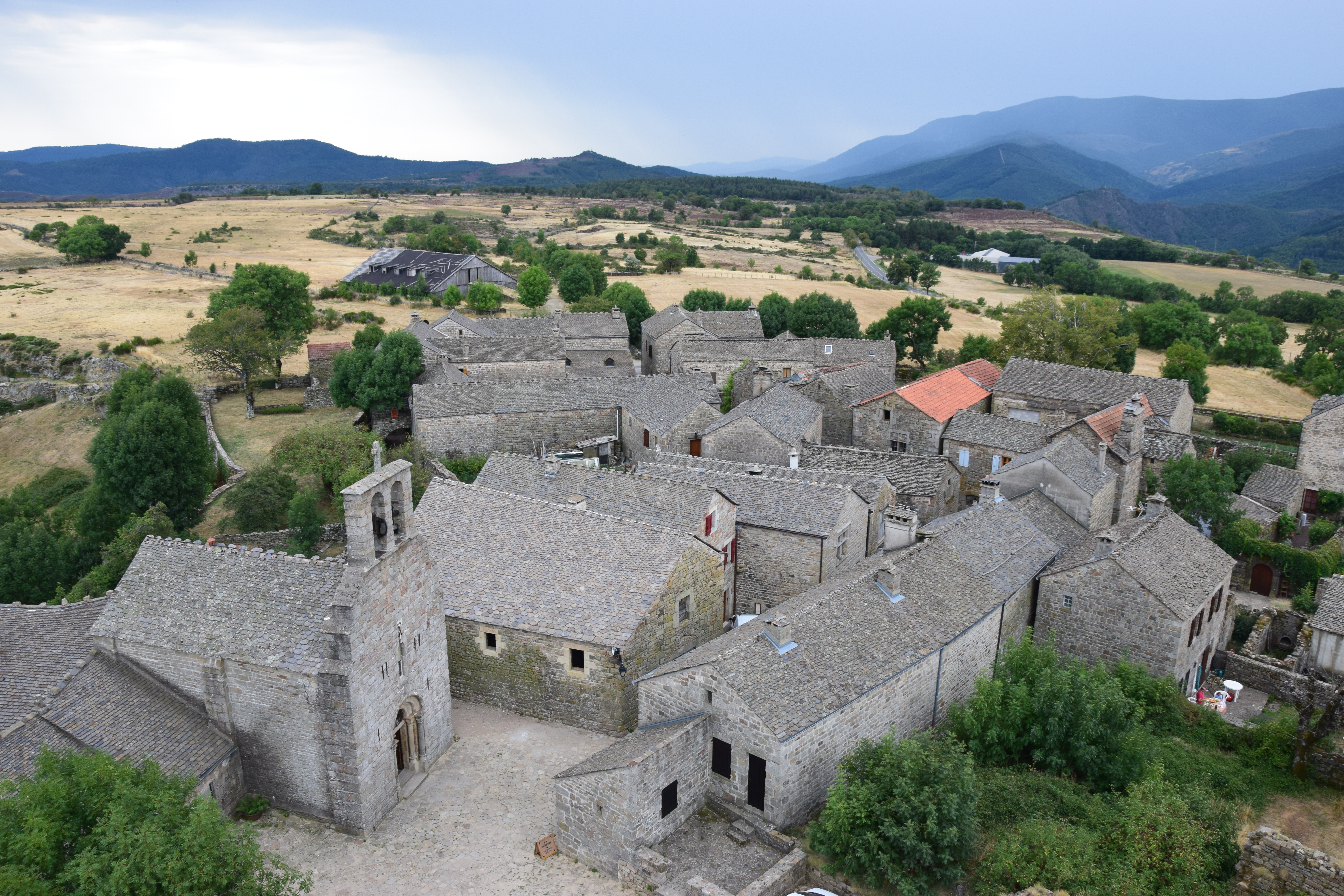
Le village depuis la tour de guet.